# Do ostatniej kości
Do ostatniej kości (ang. Bones and All) – amerykańsko-włoski film fabularny z 2022 roku w reżyserii Luki Guadagnino, będący połączeniem horroru, romansu i kina drogi. Adaptacja powieści pod tym samym tytułem autorstwa Camille DeAngelis. Zdjęcia do filmu kręcono głównie w stanie Ohio (m.in. w Chillicothe i Cincinnati).

## Obsada
- Taylor Russell: Maren Yearly
- Timothée Chalamet: Lee
- Mark Rylance: Sully
- André Holland: Frank Yearly
- Michael Stuhlbarg: Jake
- David Gordon Green: Brad
- Jessica Harper: Barbara Kerns
- Chloë Sevigny: Janelle Kerns
- Anna Cobb: Kayla, Lees Schwester
- Jake Horowitz: Lance
- Kendle Coffey: Sherry
- Sean Bridgers: Barry Cook

## Nagrody i wyróżnienia
79. MFF w Wenecji (2022)
- Srebrny Lew dla najlepszego reżysera – Luca Guadagnino
- Nagroda im. Marcello Mastroianniego dla początkującego aktora lub aktorki – Taylor Russell